# Francis Alfred Lepper
Francis (Frank) Alfred Lepper (* 24. Mai 1913 in Oxford; † 7. September 2005 in Trewollack) war ein britischer Althistoriker.
Francis Lepper besuchte das Marlborough College und studierte am New College in Oxford (1932 bis 1936). Er war von 1937 bis 1939 Lecturer in Alter Geschichte am Corpus Christi College. Während des Zweiten Weltkrieges arbeitete er am Bletchley Park an Projekten die jedoch nicht abgeschlossen wurden. Er war von 1939 bis 1980 Fellow und Tutor am Corpus Christi College, wo er Alte Geschichte lehrte. Von 1946 bis 1951 war Lepper Dekan des Corpus Christi College.
Lepper verfasste wenige Studien, doch seine Arbeiten zum Partherkrieg Trajans (1948) und zur Trajanssäule (mit Sheppard Frere, 1988) sind bis heute von Bedeutung.

## Schriften (Auswahl)
- Trajan’s Parthian war. Oxford University Press, London 1948 (Nachdruck Greenwood, Westport 1979; Ares Publishers, Chicago 1983, ISBN 0-89005-530-0)
- Some Rubrics in the Athenian Quota Lists. In: Journal of Hellenic Studies 82 (1962) S. 25–55.
- The Bees – An Aristophanic Comedy of Oxford. Corpus Christi College, Oxford 1968
- mit Sheppard Frere: Trajan’s Column. A new edition of the Cichorius plates. Sutton, Gloucester 1988, ISBN 0-86299-467-5.